# 钢铁雄心II：决战
《鋼鐵雄心II：最終決戰》是接續《钢铁雄心2：末日战役》的資料片，於2007年4月發布。內含《鋼鐵雄心II》的主程式，並且包括一些新增內容。

## 新增項目
- 玩家允許為民主國家時可對別國宣戰。
- 玩家可以選擇什麼時候時間將結束，1940年到1964年。
- 玩家可以選擇得到併吞國家充分的IC（工業生產能力），或者不要。
- 玩家可以選擇使用併吞的國家的科技组或不要。
- 海軍各式船艦將可選擇是否使用加強模組，航空母艦及潛水艇、運輸艦則是不變，種類及搭載數量如下

戰艦(5)、戰鬥巡洋艦(4)、重巡洋艦(3)、輕巡洋艦(2)、驅逐艦(1)
以上可搭載 火控、防空、雷達、改良船體、魚雷系統，驅逐艦則是多了反潛系統。
- 陸、空軍建造時可選擇是否直接掛上加強旅。

## 新增劇本
最終決戰則是同盟國、軸心國和共產國際之間的大戰。新劇本改寫歷史，將平衡度調整到適合多人連線對戰。下面列舉一些劇本內的設定:
- 美國在獨立戰爭時控制了魁北克，並簽署巴黎條約，控制了加拿大。隨後成立了北美合眾國（USNA）。
- 南北戰爭的南方聯盟贏得戰爭並獨立。但是維吉尼亞和肯塔基叛逃加入北方，因為南方經濟為北方所支撐。最後，南方聯邦與墨西哥結合並且成立南美利堅帝國。
- 法國大革命未曾發生。事實上，法國在最後一任國王去世之後，被西班牙王室繼承(兩者有血緣關係)。而稍後，葡萄牙也被合併到波旁王朝之中。法屬北非也在對鄂圖曼土耳其的戰爭之後，被劃歸為波旁帝國的一部份。
- 大英帝國在國王（維多利亞女王未成功取得王位）鎮壓憲章運動失敗之後解體。王室成員大多抗爭或流亡海外。然而，在王室繼承漢諾威，荷蘭和丹麥的王位後，這些國家組成了一個“歐洲蘇維埃”（Europe Soviet），實行史達林主義，並尊崇1905年失敗的俄國革命。
- 義大利不僅統一，更在1848年奧匈帝國一連串的革命之後佔據它的核心地帶。其外義大利也從鄂圖曼土耳其奪下突尼西亞及利比亞。但是在缺乏決定性的大量領土攻佔及戰爭帶來的青壯年人口流失後，約瑟普·布羅茲·鐵托獲得民心，並開始建立義共。
- 德國從未統一，但普魯士的實力依然強大，橫跨大部分中歐。當遊戲開始時，普魯士皇帝不是威廉二世，而是他的兒子。
- 瑞典仍然統治著北歐地區（丹麥和冰島例外）。在遊戲開始時他控制大多數的波羅的海國家，甚至控制列寧格勒。
- 帝俄在日俄戰爭中失敗後，烏克蘭宣告獨立。
- 儘管俄國喪失了烏克蘭及一部份領土，帝國依然處於良好的控制之下，並且未發生1917年的革命。然而，尼古拉二世和他的兒子，亞力西斯，都未成為沙皇，登上王位的是基里尔·羅曼諾夫。
- 撒哈拉沙漠以南，排除歐洲勢力與鄂圖曼土耳其之外的地域由海爾·塞拉西一世統治。他成立了一個聯合非洲共產國家。
- 波旁帝國試圖保持南美的控制，也因此，大部分的南美洲地區加入一個共產聯盟。
- 澳洲和紐西蘭在大英帝國變成共產國家後宣布脫離，並成立澳協帝國，佔領巴布亞新幾內亞，印尼的一小部份，和從新愛爾蘭到大溪地的所有島嶼。帝國在澳洲人統治下行事謹慎。
- 日本發展成日共，並控制東北九省。另外還控制介於日本與巴布亞新幾內亞間的島嶼及夏威夷。
- 大英帝國厚實的盟友:印度叛離。甘地主持新印度，使它成為一個獨裁國家。阿富汗此時也被印度吞併。
- 波斯從帝俄手中奪下中亞，部分喬治亞，加入了共產陣營。
- 鄂圖曼土耳其擁有希臘，埃及，和阿拉伯半島等等，從崩潰的大英帝國中得到不少中東領土。
- 印度支那脫離波旁掌控，成立了獨裁政權。另外轄有許多太平洋島嶼。
- 中國在明朝的統治下步向衰弱(故事中清朝沒有建立)，在19世紀後期，明政府的領土滿洲成為了俄國與日本爭奪利益的戰場，俄國戰敗，滿洲成為日本領土，愛國主義者因而發動革命，推翻了明朝政府，可是他們卻無可避免地重滔了歷史的覆轍，革命後中國北方為各軍閥所控制，南方又陷入了國民黨與共產黨的內戰，中國幾乎走到了亡國邊緣，幸好共產黨的領袖毛澤東突然病逝，主張現實路線的鄧小平與國民黨和談，合力打擊軍閥，統一了中原大部（與現在的中華人民共和國領土大致相同，除滿洲外），成立中華民國（國旗與現實的有出入）。

## 外部連結
- 《钢铁雄心2：世界末日之决战》的国家说明翻译 （页面存档备份，存于）（简体中文）
- 遊戲基地，Hearts of Iron 鋼鐵雄心討論版 （页面存档备份，存于）（繁體中文）
- 巴哈姆特，Hearts of Iron 虎膽雄心(鋼鐵雄心)系列（繁體中文）